# نیکولاس ماسو
نیکولاس ماسو (انگلیسی: Nicolás Massú؛ زاده ۱۰ اکتبر ۱۹۷۹) یک تنیس‌باز اهل شیلی است.